# Шилова, Оксана Владимировна
Окса́на Влади́мировна Ши́лова (род. 12 января 1974 года в Ташкенте, УзССР) — российская оперная певица  (сопрано), солистка Мариинского театра, лауреат международных конкурсов оперного искусства.

## Биография
Оксана Шилова родилась 12 января 1974 года в городе Алмалык, Ташкентской области Узбекистана в семье заслуженных учителей России. Отец — поэт, бард, издавший альбом собственных произведений. Её первая учительница музыки Е. В. Гончарова открыла способности своей ученицы и привезла её в Петербург к своему брату Е. В. Федотову, солисту Кировского театра. После этого Шилова поступила в музыкальное училище им. Н. А. Римского-Корсакова. Её педагогом на долгие годы стала М. Л. Петрова, лирико-колоратурное сопрано Малого театра оперы и балета им. М. П. Мусоргского.
После окончания училища Оксана с высшим баллом поступила в Санкт-Петербургскую консерваторию (вокально-режиссёрский факультет, кафедра сольного пения). На третьем курсе она была зачислена в Академию молодых певцов Мариинского театра в 1999 году. Первыми партиями, исполненными певицей в театральной студии консерватории, были Белинда («Дидона и Эней» Перселла), Барбарина, Сюзанна («Свадьба Фигаро» Моцарта) и Луиза («Обручение в монастыре» Прокофьева). Дипломной работой в консерватории стала партия Виолетты. С 2007 года входит в состав оперной труппы Мариинского театра. На сцене Мариинского театра певица дебютировала в роли Деспины в опере Моцарта «Так поступают все».
Училась на мастер-классах с Джоан Сазерленд, Еленой Образцовой, Миреллой Френи, Ренатой Скотто, Илеаной Котрубас и Пласидо Доминго.
Участвовала в сольном концерте Пласидо Доминго в 2019 году в Москве.

## Творческая деятельность
Исполняет ведущие партии в постановках Мариинского театра, среди которых:

### Партии
- Людмила («Руслан и Людмила»М.И. Глинки)
- Ксения («Борис Годунов»М.П. Мусоргского)
- Эмма  («Хованщина»М.П. Мусоргского)
- Нинетта («Любовь к трем апельсинам»С.С. Прокофьева)
- Луиза («Обручение в монастыре» С.С. Прокофьева)
- Золотой петушок («Золотой петушок» Н.А. Римского-Корсакова, концертное исполнение)
- Царевна-Ненаглядная краса («Кащей Бессмертный» Н.А. Римского-Корсакова, концертное исполнение)
- Царевна-Лебедь («Сказка о царе Салтане»Н.А. Римского-Корсакова)
- Прилепа («Пиковая дама» П.И.Чайковского)
- Маша («Москва,Черемушки» Д.Д. Шостаковича)
- Асканий («Троянцы» Г. Берлиоза)
- Лейла («Искатели жемчуга» Ж. Бизе, концертное исполнение)
- Фраскита, Микаэла («Кармен» Ж. Бизе)
- Елена («Сон в летнюю ночь» Б. Бриттена)
- Фрейя («Золото Рейна» Р. Вагнера)
- Хельмвига («Валькирия (опера)» Р. Вагнера)
- Волшебная дева Клингзора («Парсифаль»Р. Вагнера)
- Лукреция («Двое Фоскари»Дж. Верди)
- Дездемона («Отелло» Дж. Верди)
- Джильда («Риголетто»Дж. Верди)
- Виолетта («Травиата» Дж. Верди)
- Миссис Алиса Форд («Фальстаф» Дж. Верди)
- Норина («Дон Паскуале» Г. Доницетти)
- Лукреция («Лукреция Борджиа» Г. Доницетти)
- Лючия («Лючия ди Ламмермур» Г. Доницетти)
- Адина («Любовный напиток»Г. Доницетти)
- Памина («Волшебная флейта» В. А. Моцарта)
- Церлина, Донна Анна («Дон Жуан» В. А. Моцарта)
- Илия («Идоменей, царь критский» В. А. Моцарта)
- Сюзанна («Свадьба Фигаро» В. А. Моцарта)
- Деспина («Так поступают все» В. А. Моцарта)
- Антония («Сказки Гофмана» Ж. Оффенбаха)
- Белинда («Дидона и Эней» Г. Перселла)
- Мюзетта («Богема» Дж.Пуччини)
- Сестра Женевьева («Сестра Анджелика» Дж. Пуччини)
- Мадам Кортезе («Путешествие в  Реймс» Дж. Россини)
- Наяда («Ариадна на Наксосе» Р. Штрауса)
- Хранитель порога храма  («Женщина без тени» Р. Штрауса)
- Партия сопрано (Балет «Волшебный орех»)
- Партия сопрано (оратория «Мессия» Г.Ф.Гендель)
- Архангел Гавриил («Сотворение мира» И.Гайдн)
- Партия сопрано (Торжественная вечерня, KV 339 В.А.Моцарт)
- Партия сопрано (Мистерия «Роза мира» А.Сойников)
- Партия сопрано (Магнификат, BWV 243 И.С.Бах)

Певица сотрудничает с такими выдающимися мировыми дирижёрами, как Валерий Гергиев, Джанандреа Нозеда, Пабло Эрос-Касадо, Михаэль Гюттлер, Николай Цнайдер, Туган Сохиев, Фабио Мастранджело, Константин Орбелян, Михаил Татарников и  Юрий Башмет. Оксана выступала на  сценах  театров Монпелье, Реймса, Бордо, Капитолия Тулузы, Лионской опере, Марсельской опере (все - Франция), Нидерландской опере (Голландия), Софийской опере (Болгария), Бергенской опере (Норвегия), опере Далласа (США).
В 2012 году приняла участие в постановке оперы «Травиата» Дж. Верди в Большом театре, исполнив партию Виолетты (дирижёр Лоран Кампеллоне, режиссёр Франческа Замбелло). Роль Виолетты принесла артистке большой успех в крупнейших оперных театрах России и заслужила самые высокие оценки критиков:  «Лучезарный тембр певицы сопровождался округлым, прекрасно сфокусированным, объемным и безошибочно грамотным звучанием. Волевая и импульсивная, трогательная и раздавленная, живая в каждом жесте и в каждой фразе, Виолетта Шиловой покоряла невероятной вокально-драматической самоотдачей». В мае 2016 г. состоялся её успешный европейский дебют в Национальной опере Софии. В октябре 2016 г. Оксана дебютировала в роли Микаэлы («Кармен») на Приморской сцене Мариинского театра во Владивостоке.
Оксана Шилова регулярно выступает с концертными программами: в её репертуаре «Мессия» Генделя, «Exsultate, Jubilate» Моцарта, «Сотворение мира» Гайдна, «Stabat Mater» Перголези, «Кармина Бурана» Орфа, «Свадебка» Стравинского. Её сочное, упругое и теплое колоратурное сопрано завоевало признание  российских и зарубежных почитателей оперного искусства в Аргентине, Бельгии, Болгарии, Германии, Голландии, Великобритании, Италии, Норвегии, Словакии, Финляндии, Франции и США, выступала на престижных международных фестивалях в Баден-Бадене и Эдинбурге. 
В мае 2016 г. Оксана вместе со Стивеном Костелло и Константином Орбеляном открыли XXIV фестиваль "Дворцы Санкт-Петербурга» в Гербовом зале Эрмитажа. Также в мае 2016 г. певица приняла участие в гала-концерте «Классика на Дворцовой» вместе с Анной Нетребко, Ильдаром Абдразаковым и др. звездами мировой оперы.
В марте 2017 г. приняла участие в московской премьере мистерии Александра Сойникова «Роза мира» в Большом зале Московской консерватории. Также в марте 2017 г. выступила с сольной программой «Изысканна классика» в Малом зале Санкт-Петербургской филармонии и на Приморской сцене Мариинского театра во Владивостоке.
Особая грань таланта петербургской артистки — это вокальная лирика. Романсы русских и зарубежных композиторов в её интерпретации обретают новый смысл и глубину, очаровывая публику яркой выразительностью, искренностью и осмысленностью интонаций.

## Награды и премии
- Приз Санкт-Петербургского общества зрителей «Театрал» за психологизм и вокальное мастерство при исполнении образа Виолетты в опере «Травиата» (2016) [4]
- Лауреат Международного конкурса им. С. Монюшко в Варшаве (I премия, 2007)
- Лауреат III Международного конкурса Е. Образцовой (I премия, 2003)
- Лауреат Международного конкурса оперных певцов в Женеве (II премия и специальный приз за лучшее исполнение французского произведения, 2003)
- Лауреат V Международного конкурса молодых оперных певцов им. Н. А. Римского-Корсакова в Санкт-Петербурге (2002)

### Отзывы критиков
Сюзанна – Оксана Шилова блистала хрустальным тембром колоратурного сопрано. Создавалось ощущение дежа вю, будто перед нами была ещё одна Анна Нетребко.
«СПб Ведомости»
Ровное, сочное, упругое и тёплое колоратурное сопрано с лёгкостью осваивает стили разной степени сложности с одинаковой достоверностью и вкусом – от классицистской оперы до оперетты.
«Культура»
Оксана Шилова – гордость Мариинской сцены. Шилова давно привычно великолепно исполняет партию Виолетты, а кроме того, отличается большим драматическим талантом. Но невозможно не заметить, что она постоянно, раз от раза, совершенствует технику исполнения и по-новому переосмысливает эту партию. На премьере она не только блистала своим янтарно-светлым насыщенным по тембру и богатым обертонами подвижным голосом, легкими и безусильными для слушательского восприятия виртуозными колоратурами, ровно хорошим по всему диапазону в регистрах вокалом, но и смогла в полной мере передать игрой и вокально три состояния своей героини: свободный вихрь в погоне за наслаждением, страстную любовь к Альфреду, наконец, почти материнскую жертвенность.
«Operanews»